# Miguel Martínez (futbolista)
Miguel Martínez de Corta (Logroño, España, 25 de noviembre de 1981) es un futbolista español. Juega de portero en el Club Deportivo Calahorra de la Primera Federación.

## Trayectoria
Real Zaragoza
Fichado en 2001 para el filial del Real Zaragoza, el barcelonés Paco Flores le haría debutar en el primer equipo en la primera jornada de la Segunda División de España 2002-03, en el partido que enfrentaría al Real Zaragoza en el Estadio de La Romareda contra el Córdoba C. F. y que finalizaría con empate a cero.
Tras estar varias temporadas en la disciplina blanquilla como tercer portero, en las que sin embargo, no disputó ningún partido de Primera División, y tras salir cedido al Zamora y al Lleida, en el verano de 2008 dejaría definitivamente la disciplina blanquilla y pasa a formar parte de la Sociedad Deportiva Huesca, con el que firma un contrato de un año de duración.
En el verano de 2010, ficha por el Albacete Balompié. Una vez acabada su etapa en el conjunto manchego, el 29 de junio de 2012 se conocería su fichaje por el Deportivo Alavés.
U. D. Logroñés
Desde 2013 a 2020 competiría en la Unión Deportiva Logroñés de la Segunda División B de España, hasta su ascenso a Segunda División, manteniéndose como titular indiscutible en la portería logroñesa, y a día de hoy siendo el jugador que más partidos y más minutos ha disputado con la Unión Deportiva. En verano de 2020 volvería a Aragón para fichar por la Sociedad Deportiva Ejea.

## Clubes
| Club                | País   | Año       |
| ------------------- | ------ | --------- |
| F. C. Barcelona "C" | España | 1998-1999 |
| C. D. Calahorra     | España | 2000-2001 |
| Real Zaragoza "B"   | España | 2001-2003 |
| Real Zaragoza       | España | 2002-2003 |
| Zamora C. F.        | España | 2003-2004 |
| Real Zaragoza "B"   | España | 2004-2005 |
| Real Zaragoza       | España | 2004-2006 |
| U. E. Lleida        | España | 2006      |
| Real Zaragoza       | España | 2006-2008 |
| S. D. Huesca        | España | 2008-2010 |
| Albacete Balompié   | España | 2010-2012 |
| Deportivo Alavés    | España | 2012-2013 |
| U. D. Logroñés      | España | 2013-2020 |
| S. D. Ejea          | España | 2020-2021 |
| C. D. Calahorra     | España | 2021-Act. |